# Народний комісаріат юстиції СРСР
Народний комісаріат юстиції СРСР (НКЮ СРСР, Наркомюст) — державний орган СРСР, що керував судовими та нотаріальними установами в період 20.7.1936-15.3.1946. У 1946 році, у зв'язку з переформуванням наркоматів створено Міністерство юстиції СРСР.
Накази та інструкції наркома юстиції СРСР були обов'язковими для наркоматів юстиції союзних республік.

## Основні завдання НКЮ СРСР
- спостерігає за застосуванням судами «Положення про судоустрій» — кримінального, цивільного і процесуальних кодексів, узагальнює практику їх застосування та розробляє необхідні зміни і доповнення до них;
- спостерігає за застосуванням судами радянських законів і дає судам загальні вказівки з метою забезпечення правильності і узгодженості судової практики;
- керує організацією судової системи, організацією виборів суддів і організаційно-господарським обслуговуванням судів на всій території Союзу РСР;
- здійснює ревізію і інструктування судових установ;
- здійснює загальне керівництво і нагляд за діяльністю колегій захисників і організовує юридичну допомогу населенню;
- здійснює загальне керівництво і нагляд за діяльністю виробничо-товариських і сільських громадських судів;
- здійснює загальне керівництво і нагляд за роботою нотаріату;
- керує системою юридичної освіти і управляє відомчими вищими юридичними навчальними закладами та науково-дослідними інститутами;
- веде роботу з кодифікації законодавства Союзу РСР, дає юридичну консультацію і висновки для Ради Народних Комісарів Союзу РСР;
- веде судову статистику і облік осіб, позбавлених виборчих прав по суду;
- керує видавничою справою з питань правової літератури.